# André Contamine
Pas d'image ? Cliquez ici
André Contamine (né en 24 août 1919 à Feissons-sur-Salins et mort le 22 mars 1985 à Cluses) est un alpiniste français professeur à l'École nationale de ski et d'alpinisme (ENSA). Dans les années 1950, il a ouvert de nombreuses nouvelles voies d'escalade devenues classiques dans le massif du Mont-Blanc.

## Biographie
André Clément Contamine est né le 24 août 1919 dans la vallée de la Tarentaise à Feissons-sur-Salins, de parents cultivateurs. Il passe son enfance en montagne, y suit sa scolarité et travaille comme berger pour subvenir aux besoins de la famille.
En 1934, il part à Paris pour y exercer le métier de boucher et occupe une bonne part de ses loisirs sur les blocs de rochers disséminés dans la forêt de Fontainebleau où il s'entraîne.

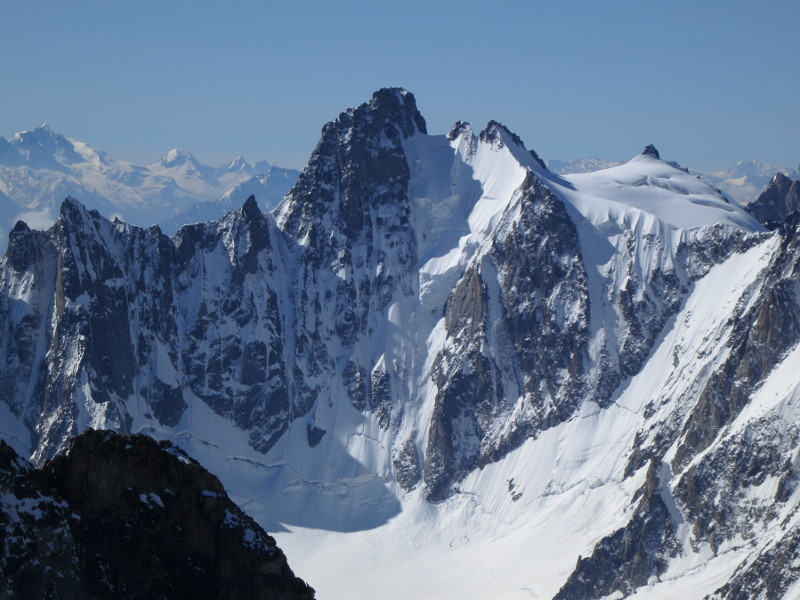
Face nord de l'aiguille du Triolet.

Lors de la Seconde Guerre mondiale de 1940 à 1942, il fait son service militaire au 13e bataillon de chasseurs alpins. De 1942 à 1943, il participe comme instructeur aux chantiers Jeunesse et montagne où il fait la connaissance de Louis Lachenal, Lionel Terray et Gaston Rébuffat. Il prend part dans la Résistance aux combats de la Libération de la Tarentaise. En 1947, il rejoint l’École nationale de ski et d'alpinisme (ENSA) dès sa création. Comme guide à Chamonix, il fait toute sa carrière d'alpiniste au sein de l'ENSA.
Glaciériste, il réalise en 1947 avec Louis Lachenal la première ascension directe de la face nord de l'aiguille de Triolet, extrêmement redressée. 
Spécialiste en terrain glaciaire, il enseigne sa technique de progression sur la glace et améliore le matériel disponible (notamment avec le piolet Charlet-Moser « Super Conta »).
Il planifie et intervient à de nombreuses reprises dans les opérations de secours en montagne et forme les cadres à ce type d'opération. Il prône notamment l'usage de l'hélicoptère en montagne qui était à l'époque encore dans ses balbutiements au cours des années 1950.
Comme guide ou à titre personnel, André Contamine fait environ 1 500 courses d'un haut niveau de difficulté et dans des horaires très rapides. Il ouvre 32 nouvelles voies dans le massif du Mont-Blanc. En 1949, il enchaîne ainsi avec Louis Lachenal l'arête est de la dent du Crocodile, la face est de la dent du Caïman et l'arête Ryan à l'aiguille du Plan. Il réalise une quarantaine de premières ascensions de haut niveau dans des tracés directs et en escalade libre.
En 1956, André Contamine participe avec Paul Keller et Robert Paragot à l'expédition française dirigée par Guido Magnone qui gravit la tour de Mustagh dans le Karakoram.

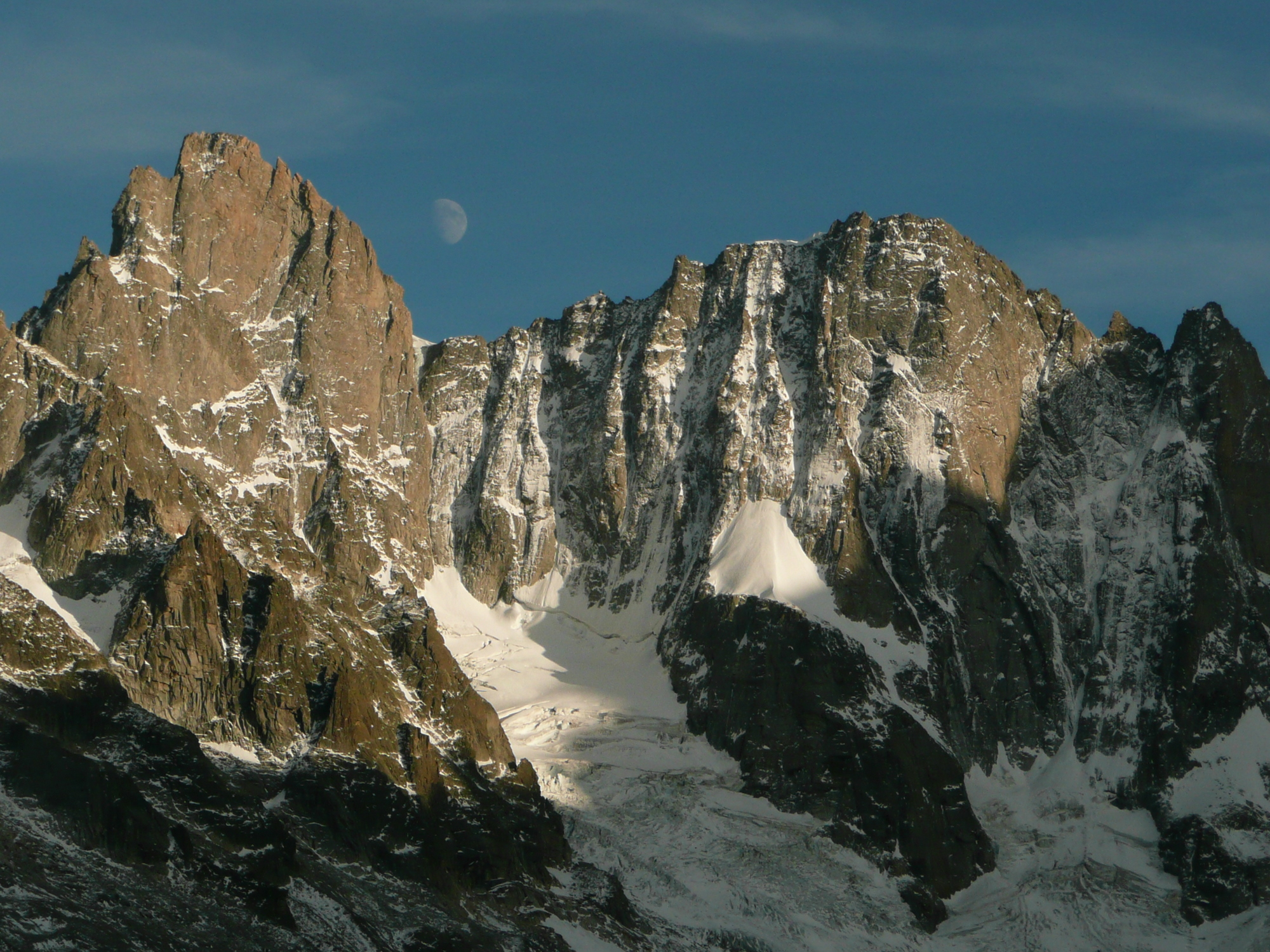
L'aiguille de Leschaux et la face ouest des Petites Jorasses.

André Contamine a aussi écrit de nombreux articles sur le ski et l’alpinisme et, appréciant également la photographie, il est primé à plusieurs reprises au Festival du film de montagne de Trente.
Il était membre de nombreux groupements alpins français ou étrangers : Groupe de haute montagne (GHM), Alpine Club (Royaume-Uni), UIAA et du club de montagne Genevois, l’Androsace.

## Premières ascensions
- 1946 : voie directe dans la face nord-est des Droites.
- 1947 : directissime de la face nord de l'aiguille de Triolet, avec Louis Lachenal, le 13 septembre[3].
- 1949 : intégrale de l'arête nord-ouest de l'Évêque.
- 1952 : pilier sud du Grand Dru, avec Michel Bastien[1].
- 1954 : directe de la face est de l'aiguille du Moine, avec Pierre Labrunie, le 25 juillet[1],[5].
- 1955 : face ouest des Petites Jorasses, avec Marcel Bron et Pierre Labrunie, le 21 août[1],[6].
- 1956 : arête sud-est de la tour de Mustagh (Karakoram).
- 1957 : voie Contamine à la face sud de l'aiguille du Midi avec Charles Bozon, Jean Juge et Pierre Labrunie.
- 1957 : voie Contamine-Vaucher à l'aiguille du Peigne avec Pierre Labrunie et Michel Vaucher.
- 1959 : pilier est de la pointe Lachenal avec Pierre Labrunie et Robert Wohlschlag.
- 1962 : directissime de la face nord de l'aiguille Verte.
- 1962 : voie Contamine-Negri au Triangle du Tacul[7].
- 1963 : voie Contamine-Mazeaud au Triangle du Tacul[8].
- 1968 : voie Contamine-Grisolle au Triangle du Tacul[8].

## Distinctions
- Chevalier de la Légion d'honneur (France).